# Trialeurodes meggitti
Trialeurodes meggitti es un hemíptero de la familia Aleyrodidae, con una subfamilia: Aleyrodinae.
Fue descrita científicamente por primera vez por Singh en 1933.